# Оскар Торп
Оскар Фредрік Торп (норв. Oscar Fredrik Torp; 8 червня 1893, Естфолл, Норвегія — 1 травня 1958, Осло) — норвезький політик, представник Норвезької робочої партії.
Був лідером партії з 1923 по 1945 рік та мером Осло у 1935 та 1936 роках. У 1935 році він став виконувачем обов'язків міністра оборони в уряді Йохана Нюгорсвольда. Він також був міністром із соціальних питань з 1936 по 1939 рік, а потім міністром фінансів з 1939 по 1942 рік. Він був призначений міністром оборони ще раз у 1942 році в норвезькому уряді у вигнанні, що у Лондоні. Він обіймав цю посаду до кінця Другої світової війни. Після виборів 1945 року він став міністром продовольства та відновлення до 1948 року.
Став прем'єр-міністром Норвегії у 1951 році, коли Ейнар Ґергардсен пішов у відставку з цієї посади. 1955 року Торп став президентом стортингу. Він обіймав цю посаду аж до смерті.